# Myriotrema squamuloides
Myriotrema squamuloides är en lavart som beskrevs av Sipman 1992. Myriotrema squamuloides ingår i släktet Myriotrema och familjen Thelotremataceae.   Inga underarter finns listade i Catalogue of Life.